# Fédération d'échecs de Guinée équatoriale
La Fédération d'échecs de Guinée équatoriale (Federación Nacional de Ajedrez de Guinea Ecuatorial (FENAGE) en espagnol) est l'organisme qui a pour but de promouvoir la pratique des échecs en Guinée équatoriale.
Fondée en 2018 et affiliée à la Fédération internationale des échecs depuis 2020, la Fédération d'échecs de Guinée équatoriale est également membre de l'Association internationale des échecs francophones depuis 2022.